# Татарбунари
Татарбуна́ри (крим. Tatarbunar; тур. Tatarpınarı) — місто в Білгород-Дністровському районі України над лиманом Сасик у південній Бессарабії. Адміністративний центр Татарбунарської міської громади, колишній адміністративний центр Татарбунарського району Одеської області. Татарбунари відомі з XVI століття. Відстань до облцентру становить 152 км і проходить автошляхом М15.

## Історія
Назва Татар-Бунар від тат. Tatar bunar буквально означає «татарська криниця (колодязь, свердловина)», про що писав ще Димитрій Кантемир у 1712–1716 роках. Джерело витікало з-під пагорба, на якому лежали руїни стародавньої фортеці. Відносно походження цих самих руїн єдиної думки не було. Німецький географ Йоганн Тунманн вважав, що Татар-Бунар був колишньою столицею «команських князів» (тобто половців) і називався Карабуна, Павло Свіньїн стверджує, що Татар-Бунар є залишком невеликих кам'яних замків, побудованих Генуєю під час володіння берегами Чорного моря, деякі вважають засновниками міста буджацьких татар і османів. Нинішню ж назву Татарбунари отримали у XVI столітті, коли кримські татари захопили це селище, обернувши його в місце зберігання наживи, що набувалася під час походів. Татарбунари неодноразово піддавалися розоренням. Поблизу міста закінчується нижній Траянів вал і збереглися залишки невеликого стародавнього земляного укріплення.
В 1648 році Гійом Левассер де Боплан інженер і військовий картограф французького походження, після довгого перебування в Україні, видає Генеральну Карту України на якій між Акерманом і Кілією є місто Татаребарлат.

### Османська доба
Згідно з уривком опису подій у Причорномор'ї, узятим зі збірки документів королівського архіву Королівства Польського, у вересні 1628 року Татарбунарська фортеця вже будувалася або відбудовувалася Кенан-пашою. Також факт існування замку вже у 1632 році засвідчив італійський мандрівник Нікколо Барсі (італ. Niccolo Barsi).
Османській етнограф Евлія Челебі, що побував у причорномор'ї в 1656—1666 роках, свідчить про те, що у 1637 році зруйновану імовірно ногайськими татарами фортецю наново відбудував капудан-паша Кенан-паша. Побудову ж першої фортифікаційної споруди в Татарбунарах можна пов'язати із завоюванням Буджака османським султаном Баязидом II у 1484 році.
Каді фортеці входив до Очаківсько-Сілістрійського ейялету. Цитадель являла собою чотирикутник із високими баштами по кутах, окружністю в тисячу кроків. Вона мала одні ворота, що відчинялися в південний бік, а по чотирьох її кутах височіли чотири башти. Оскільки в колишні часи місце, де стояла ця фортеця, було заболочене і вкрите чагарниками очерету, то молдовські і татарські розбійники переховувалися там і нападали на каравани, що проходили повз. У фортеці, за словами Челебі, була мечеть, зерновий склад, невеликі зручні приміщення для гарнізонів на 150 воїнів. Інші житлові споруди розташовані в примикаючому посаді, де були двісті критих очеретяними плетінками будинків бідного люду, заїжджий двір, одна брудна лазня, виноградники і сади. Тутешній правитель стягував митний і ринковий збори за каравани і невільників.
Відомо, що в кінці XVII — на початку XVIII століття Татарбунари на деякий час стали резиденцією сераскера Буджака.
До кінця XVIII століття в містечку проживали вже не лише буджацькі татари і молдовани, але і біглі українські селяни, солдати, козаки.

### Російсько-турецькі війни
У 1770 році в ході Російсько-турецької війни 1768—1774 років Татарбунари були захоплені російськими військами, потім повернені Османській імперії.
У 1784 році відбулося перше вимушене переселення ногайських татар з Тарарбунар, однак місто попри це продовжувало вважатись ногайським.

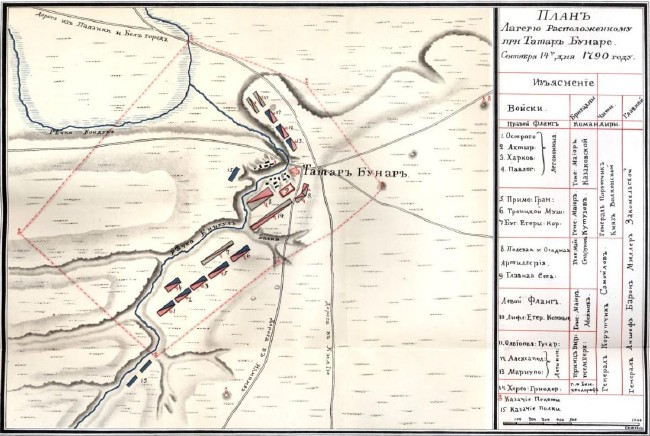
План розташування російських військ при Татар-Бунарі (1790 р.)

Восени 1790 року під час Російсько-турецької війни 1787—1792 років в Татар-Бунарі стояли табором російські війська під командуванням генерала Меллер-Закомельського.
У 1803—1804 роках у Буджаку активізували свої дії задунайські козаки, які прагнули поповнити свої ряди за рахунок втікачів з Росії. У той самий час в Татарбунари тимчасово переніс свою резиденцію кошовий отаман Задунайської Січі. За даними російської розвідки, у серпні 1804 року каушанський воєвода Махмет-ага відсилав дезертирів і утікачів з Росії в Татар-Бунар до кошового, а звідти — до Коша Запорозького.
У результаті Російсько-турецької війни 1806—1812 років Татарбунари були знов захоплені та приєднані до Росії згідно з Бухарестським мирним договором..
На початку ХІХ століття в Татарбунарах мешкали ногайські татари та біглі українські селяни, солдати, козаки. З часом місто почали навмисне заселяти різноетнічним населенням для асиміляції татар. У вересні 1807 року населення містечка стрімко збільшилося за рахунок задунайських козаків, які побажали перейти на бік Росії. Починаючи з 1807 року усе мусульманське населення міста було переселене углиб Російської імперії. Крім того, за два роки, з 1816 по 1818, населення Татарбунар збільшилося з 365 до 901 людини за рахунок переселень з Наддніпрянської України.

### Під владою Російської імперії
У 1816 році в селищі Татар-Бунар постійно проживало 78 сімей — всього 365 чоловік. Опісля лише за два роки, у 1818-му, число жителів збільшилося до 901. При цьому велика частка сімей володіла кам'яними житловими будівлями і лише одиниці тулилися в землянках, та і то доки будували хати. В першу чергу зводилися казенні будівлі і споруди. Як свідчать надійні першоджерела, перші поселенці просто почали розбирати залишки татарських будов, а 1816-го остаточно розтаскали і стародавню фортецю, складену з плитчастого вапняку. Не чіпали вони лише старовинну східну лазню, яку згодом «перепрофілювали» у водяний млин.

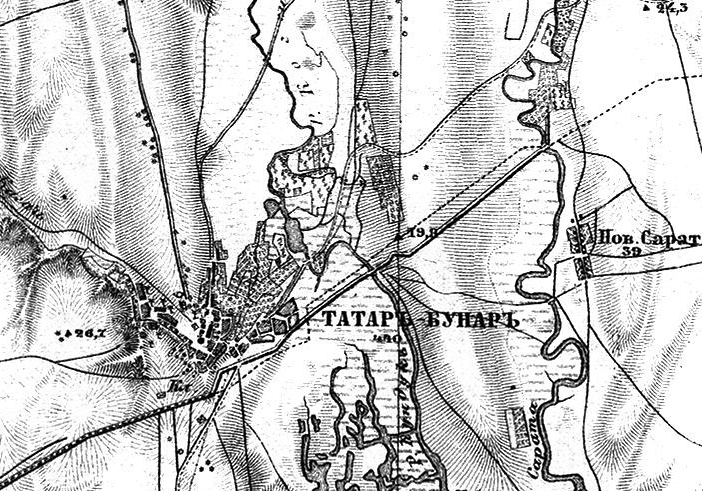
Татар-Бунар на карті Шуберта 1860-х років.

До середини 1820-х в Татарбунарах було: лавок кам'яних — 16, будинків питущих — 2, льохів кам'яних — 2, млинів водяних — 2, вітряних — 6, кузня — 1, колодязів кам'яних — 2, кам'яний поштовий двір — 1, будинок казенний кам'яний — 1, кам'яний храм Успіння Божія Матері — 1. Ремісники: чоботарів — 8, вівчинників — 9, кравців — 4. Етнічний склад: українці, молдовани, євреї, болгари, росіяни, у тому числі особи духовного звання, відставні офіцери, селяни, ремісники тощо. У XIX столітті в місті діяло два жіночих і одне чоловіче училища, дві церковноприходські школи і богодільня, а в 1908 році відкрилася чотирикласна школа. У 1860-х роках тут існували митна і карантинні застави (на колишньому кордоні з Молдавським князівством) і йшла значна вивізна торгівля.

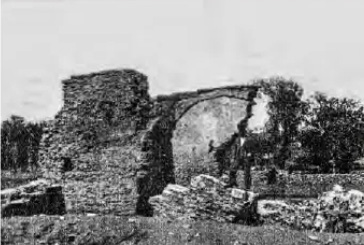
Руїни турецької лазні в Татарбунарах. 1903 рік.

У 1854 році в Татарбунарах була бакалійна й молочна крамниці, шинок, православна церква та синагога. У 1878-му тут засновано двокласне чоловіче училище. У 1885 році тут налічувалося 413 дворів, а кількість мешканців становила 2 685 осіб. Основним заняттям населення було хліборобство й тваринництво. У містечку працювали суконна фабрика та каменоломні.
Станом на 1886 рік у центрі Татарбунарської волості Аккерманського повіту Бессарабської губернії, мешкало 3077 осіб, існували православна церква, синагога, 2 школи, лавка, 2 трактири, завод мінеральної води та 7 винних погребів, відбувались базари по неділях.

### Татарбунарське повстання

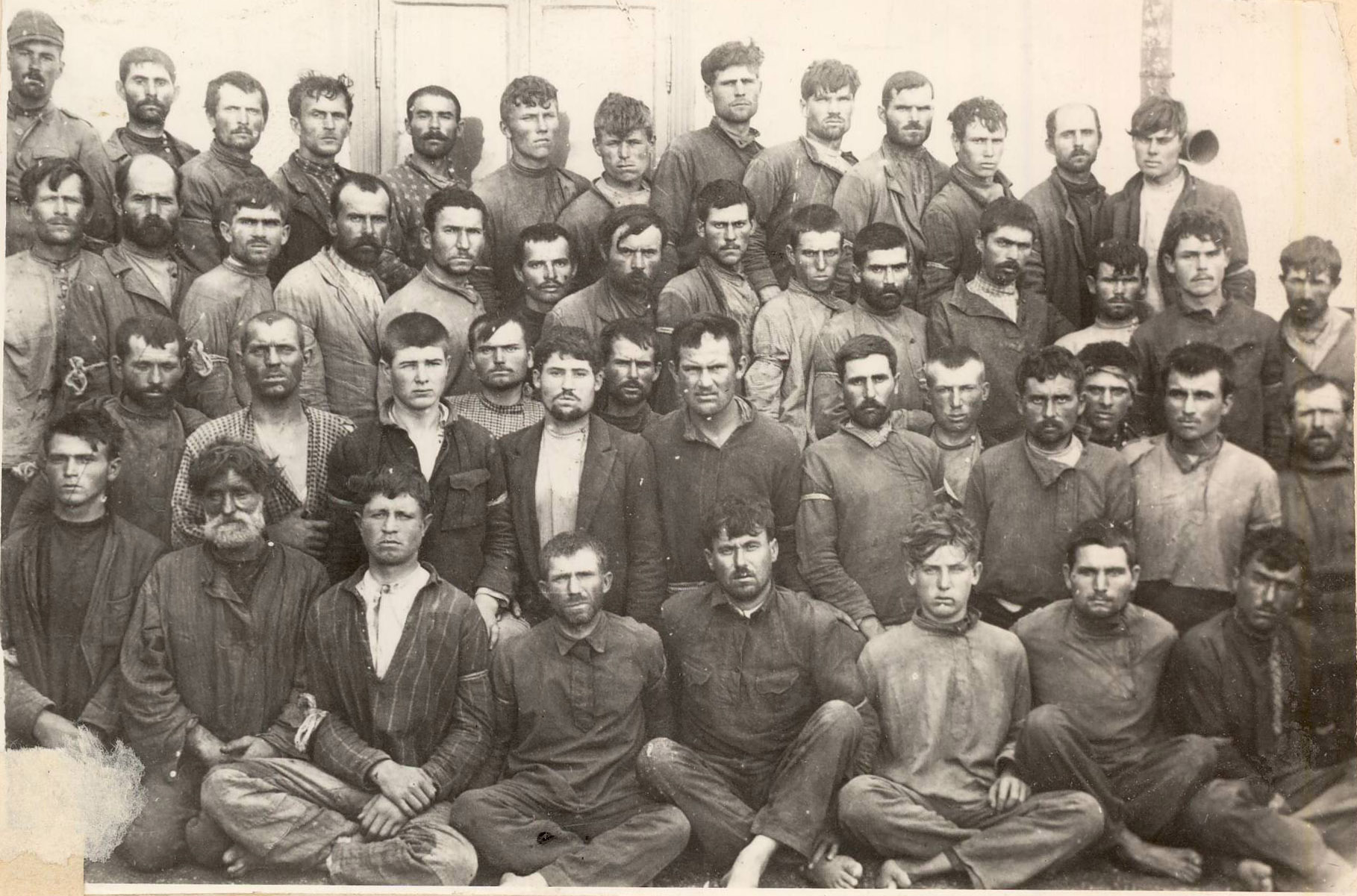
Група татарбунарських повстанців. Вересень 1924 р.

15 вересня 1924 року, на півдні Бессарабії, у селі Татарбунари почалося селянське повстання. Між 1918 і 1940 роками це був найбільший виступ проти Румунського королівства.
Повстали більше шести тисяч осіб — Чишмія, Акмангит, Нерушай, Михайлівка, Галілешти, Татарбунари. Очікувалося, що повстання охопить все межиріччя Прута та Дністра. Але уряд випередив повсталих. Проти них були кинуті великі сили. Десяток піхотних, кавалерійських, артилерійських полків оточили бунтівників, обстрілюючи їх і навіть застосовуючи отруйні гази, а в Кілії, Ізмаїлі, Вилковому по всьому узбережжю висаджувалися десанти. Татарбунарці протрималися три дні, потім були розгромлені. Ще чотири дні армії знадобилося, щоб придушити осередок опору в інших місцях.

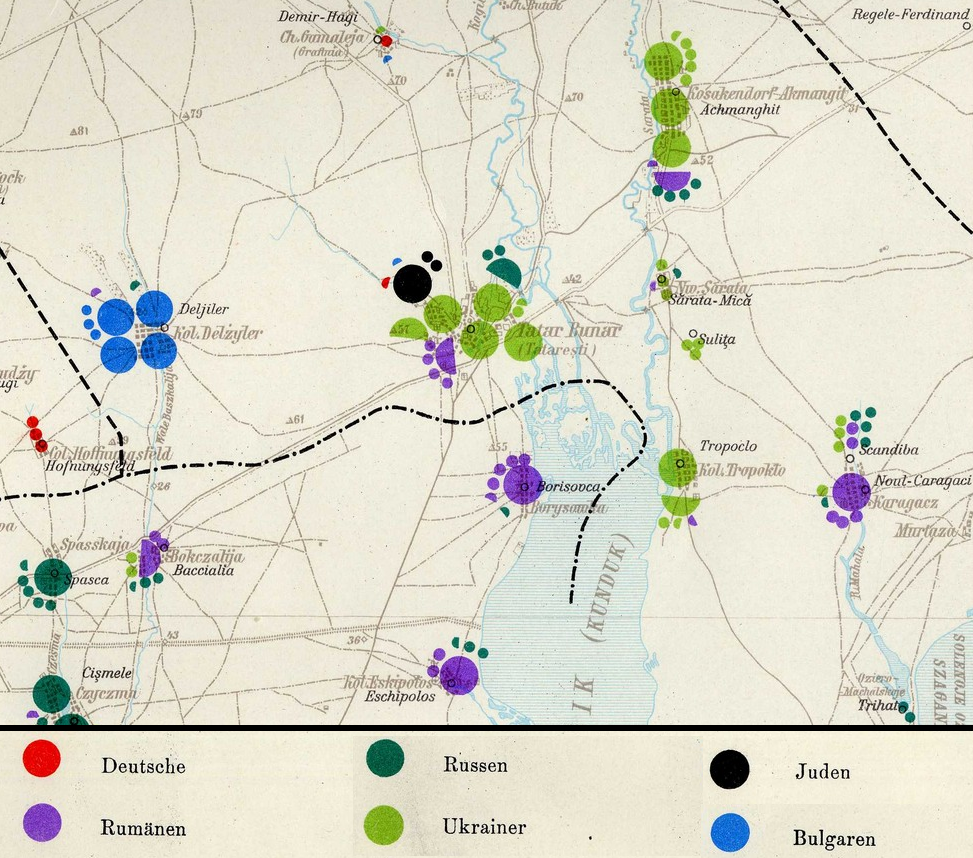
Етнічний склад Татарбунар — німецька карта 1930-го року

До кінця тижня убитих і замучених налічувалися тисячі. Решта була засуджена на так званому «процесі п'ятисот», що вівся за закритими дверима. Проте таємно вирішити їхню долю не вдалося: багато представників науки і культури висловилися на захист засуджених, тому більшість заарештованих було звільнено. Терміни, від п'яти років до довічного ув'язнення, отримали 85 обвинувачених. Додатково з них ще стягнули чималу суму судових витрат.
Події Татарбунарського повстання покладені в основу сюжету у фільмі режисера Миколи Гібу «Гнів» («Бессарабська трагедія»). Подвиг увіковічнили у своїх картинах з однойменною назвою «Татарбунарське повстання» молдовські живописці Михайло Греку та Сергій Осіченко. У 1974 році молдовський поет Богдан Істру видав збірку поем «Татарбунари», в основу якої лягли вірші про події Татарбунарського повстання.

### Сучасний стан
Статус селища міського типу надано 2 січня 1957 року. Статус міста — 27 квітня 1978 року.
Винзавод, суконна фабрика, харчова промисловість, краєзнавчий музей. На 2019 рік мали 11 032 мешканців.

## Географія
Місто розташоване на правому березі річки Когильник поблизу її впадіння в лиман Сасик. Також через місто протікає права притока Когильника — Кагач.

### Клімат
Місто знаходиться у зоні, котра характеризується посушливим помірно-континентальним кліматом із субтропічними рисами. Найтепліший місяць — липень із середньою температурою 27 °C. Найхолодніший місяць — січень, із середньою температурою 1 °С.
| Клімат Татарбунар            | Клімат Татарбунар | Клімат Татарбунар | Клімат Татарбунар | Клімат Татарбунар | Клімат Татарбунар | Клімат Татарбунар | Клімат Татарбунар | Клімат Татарбунар | Клімат Татарбунар | Клімат Татарбунар | Клімат Татарбунар | Клімат Татарбунар | Клімат Татарбунар |
| Показник                     | Січ.              | Лют.              | Бер.              | Квіт.             | Трав.             | Черв.             | Лип.              | Серп.             | Вер.              | Жовт.             | Лист.             | Груд.             | Рік               |
| Абсолютний максимум, °C      | 12,76             | 13,83             | 18,08             | 24,47             | 28,72             | 32,97             | 35,1              | 37,23             | 32,97             | 25,53             | 20,21             | 14,89             | 37,23             |
| Середній максимум, °C        | 2,32              | 4,08              | 8,57              | 14,18             | 21,16             | 26,61             | 29,18             | 29,65             | 24,0              | 16,49             | 10,68             | 5,71              | 16,05             |
| Середня температура, °C      | 1,06              | 2,65              | 6,97              | 12,51             | 19,43             | 24,94             | 27,37             | 27,71             | 22,19             | 14,87             | 9,38              | 4,39              | 14,46             |
| Середній мінімум, °C         | −1,44             | 0,14              | 3,93              | 8,96              | 15,31             | 20,56             | 22,81             | 23,14             | 18,42             | 11,96             | 6,9               | 2,01              | 11,05             |
| Абсолютний мінімум, °C       | −19,15            | −15,96            | −10,64            | 2,13              | 6,38              | 12,76             | 14,89             | 14,89             | 8,51              | 2,13              | −3,19             | −11,7             | −19,15            |
| Норма опадів, мм             | 41.37             | 24.31             | 15.58             | 17.11             | 42.78             | 57.44             | 46.55             | 23.52             | 24.62             | 28.59             | 22.38             | 27.44             | 371.69            |
| Днів з опадами               | 8,32              | 4,64              | 5,03              | 4,94              | 10,16             | 10,35             | 7,92              | 4,06              | 4,64              | 5,22              | 4,16              | 5,8               | 75,24             |
| Вологість повітря, %         | 89.07             | 86.52             | 77.29             | 71.8              | 73.23             | 68.29             | 63.66             | 57.88             | 63.92             | 73.11             | 80.88             | 85.02             | 74.22             |
| ---------------------------- | ----------------- | ----------------- | ----------------- | ----------------- | ----------------- | ----------------- | ----------------- | ----------------- | ----------------- | ----------------- | ----------------- | ----------------- | ----------------- |
| Джерело: Weather and Climate |                   |                   |                   |                   |                   |                   |                   |                   |                   |                   |                   |                   |                   |

## Населення
| 1816 | 1818 | 1886 | 1959 | 1970 | 1979   | 1989   | 2001   | 2016   | 2019   | 2025   |
| ---- | ---- | ---- | ---- | ---- | ------ | ------ | ------ | ------ | ------ | ------ |
| 365  | 901  | 3077 | 7851 | 9759 | 10 807 | 11 567 | 10 797 | 10 998 | 11 032 | 10 430 |

### Національний склад
Національний склад населення за даними перепису 2001 року:
| Національність  | Відсоток |
| --------------- | -------- |
| українці        | 81,50 %  |
| росіяни         | 6,66 %   |
| болгари         | 5,47 %   |
| молдовани       | 3,82 %   |
| гагаузи         | 0,47 %   |
| білоруси        | 0,27 %   |
| інші/не вказали | 1,81 %   |

### Мова
| українська мова | російська | болгарська | молдовська | циганська |
| --------------- | --------- | ---------- | ---------- | --------- |
| 84,64 %         | 7,85 %    | 3,58 %     | 2,45 %     | 0,80 %    |

## Транспорт
Через місто проходить автошлях E87.

## Галерея

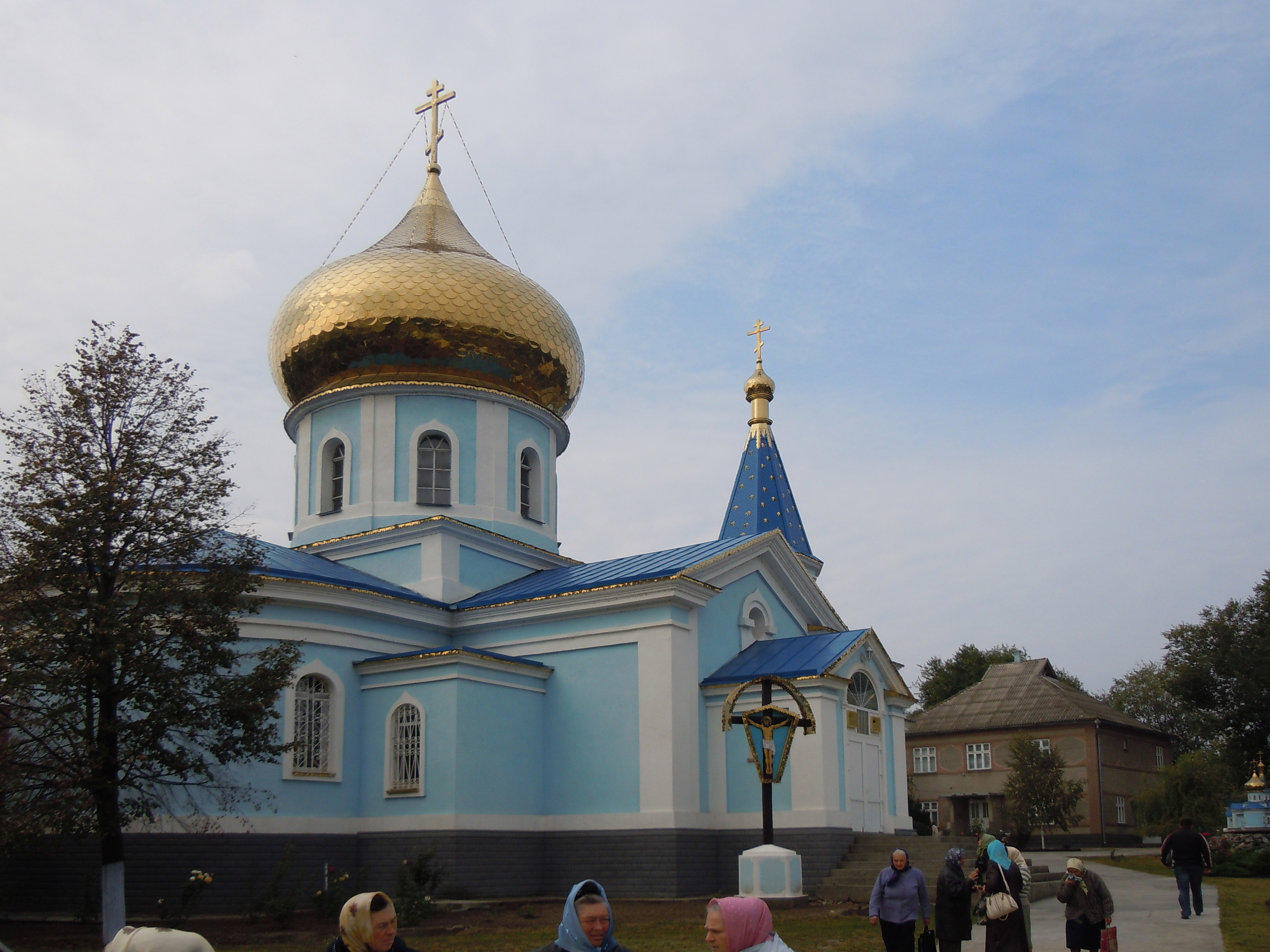
Церква Успіння Богородиці
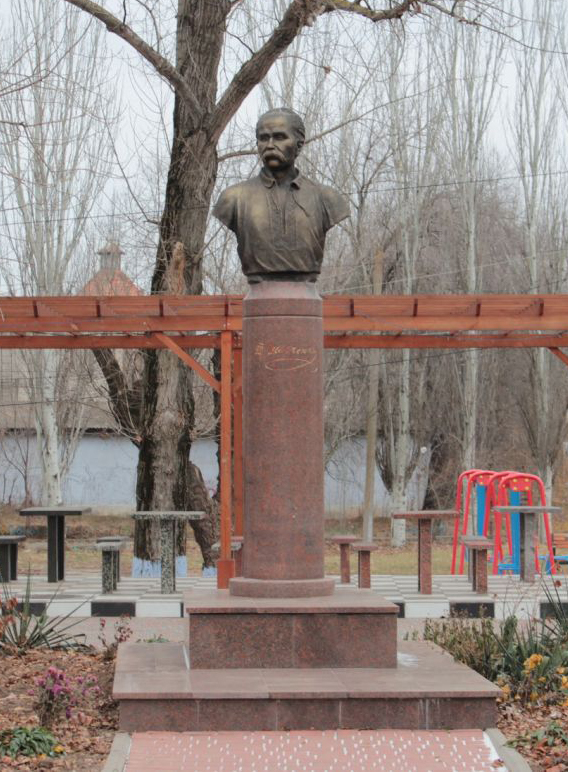
Погруддя Т. Г. Шевченка
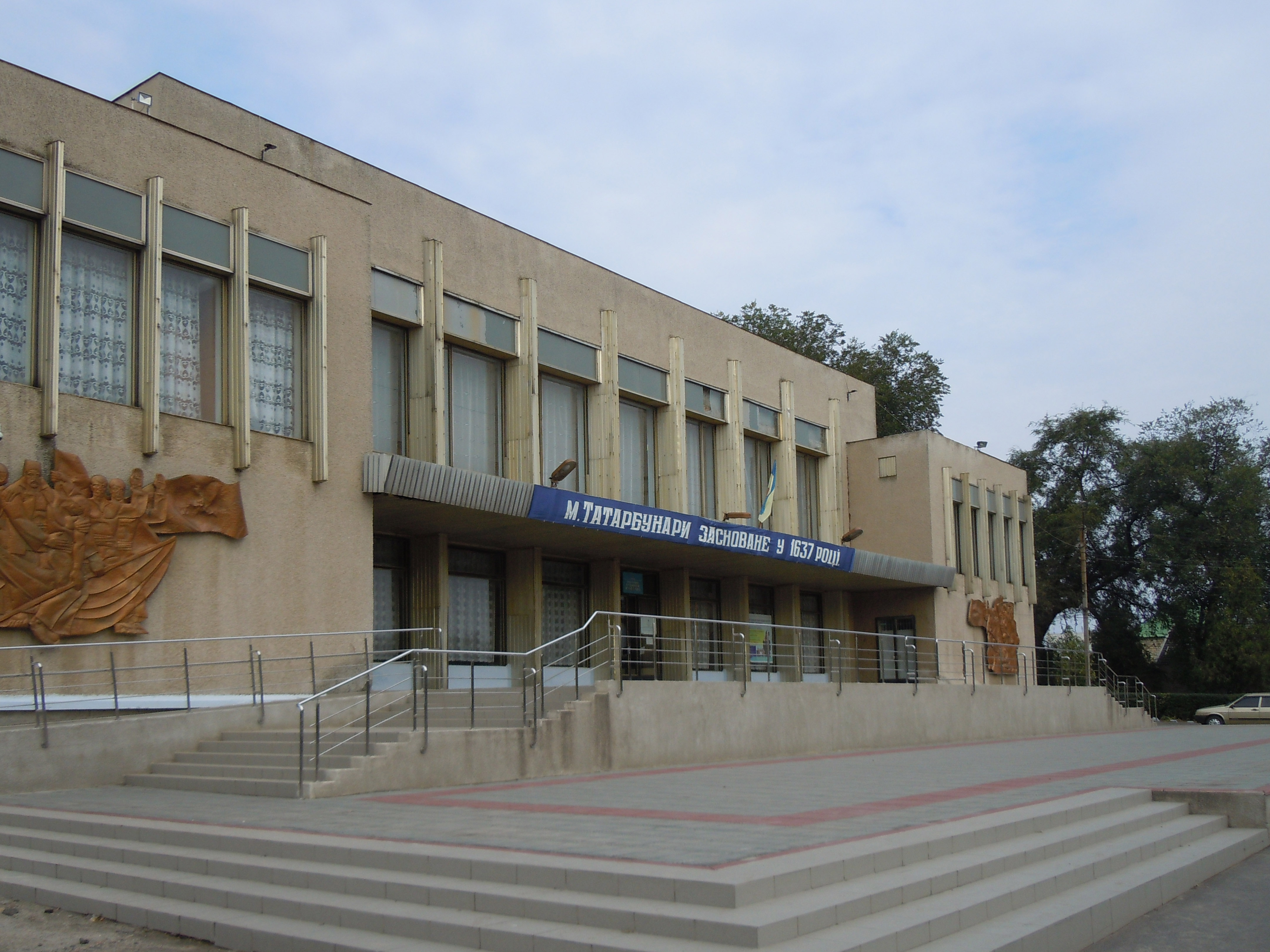
Палац культури
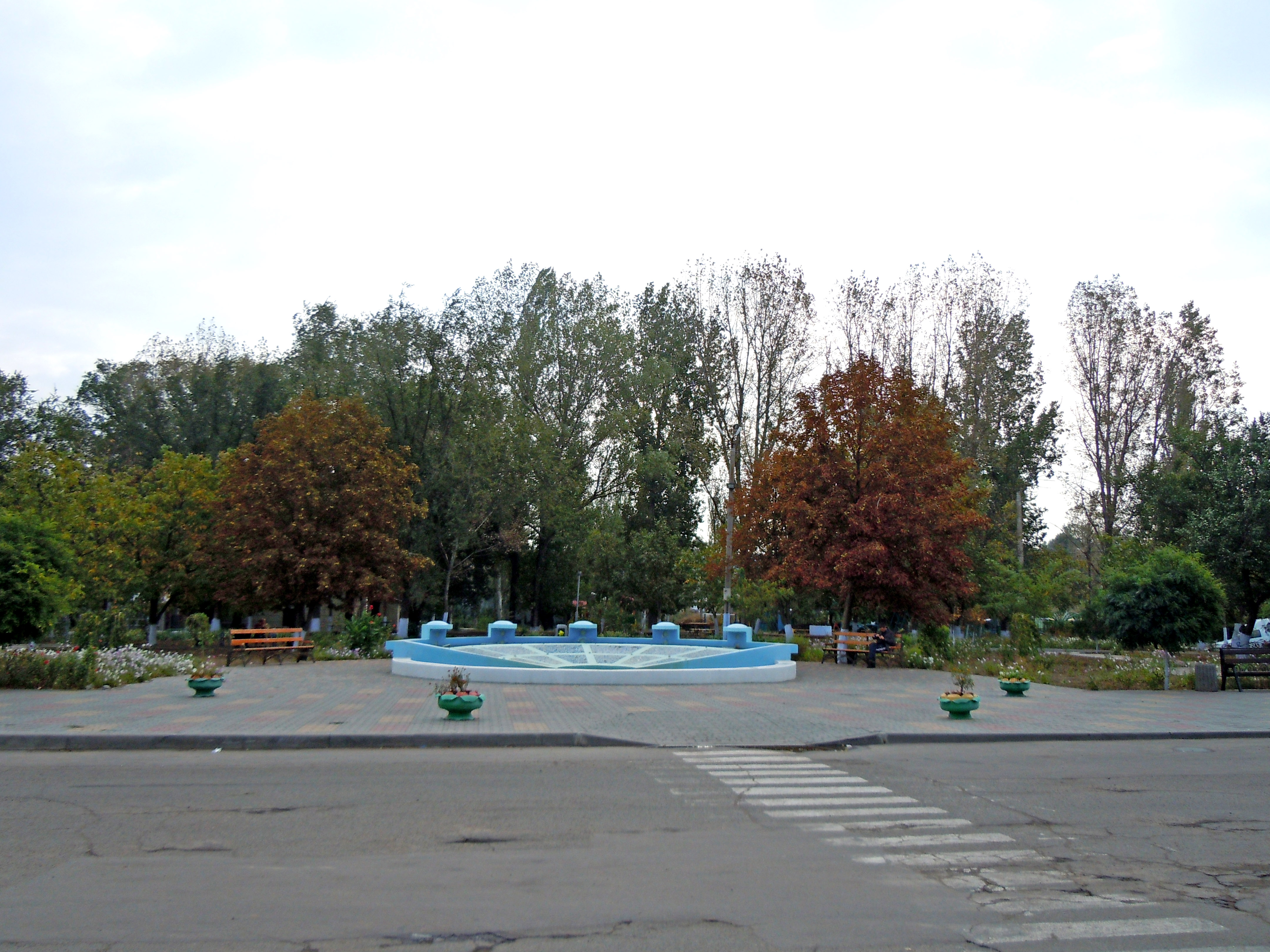
Міський фонтан
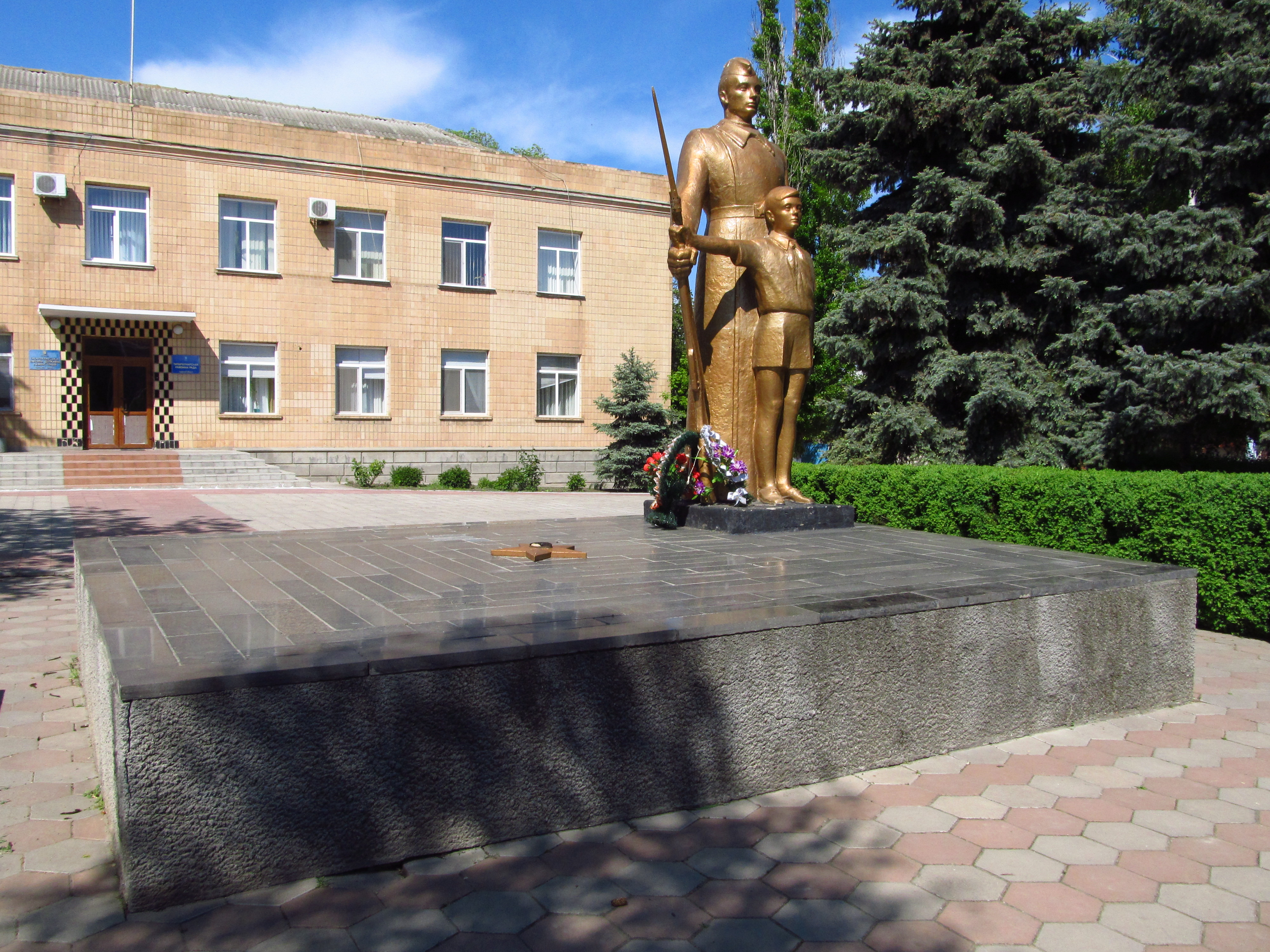
Братська могила радянських воїнів та пам'ятник землякам.
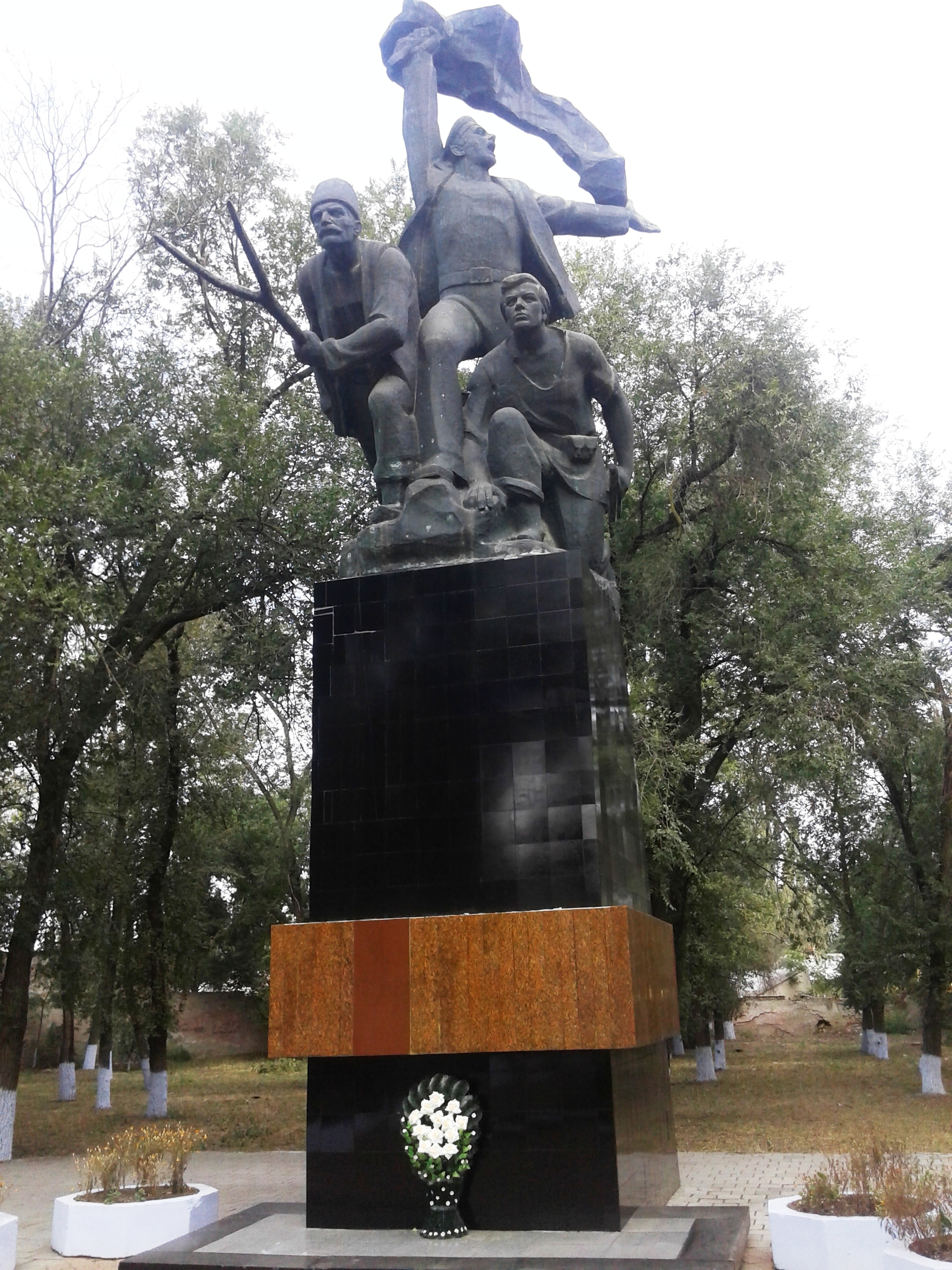
Пам'ятник Татарбунарському повстанню.
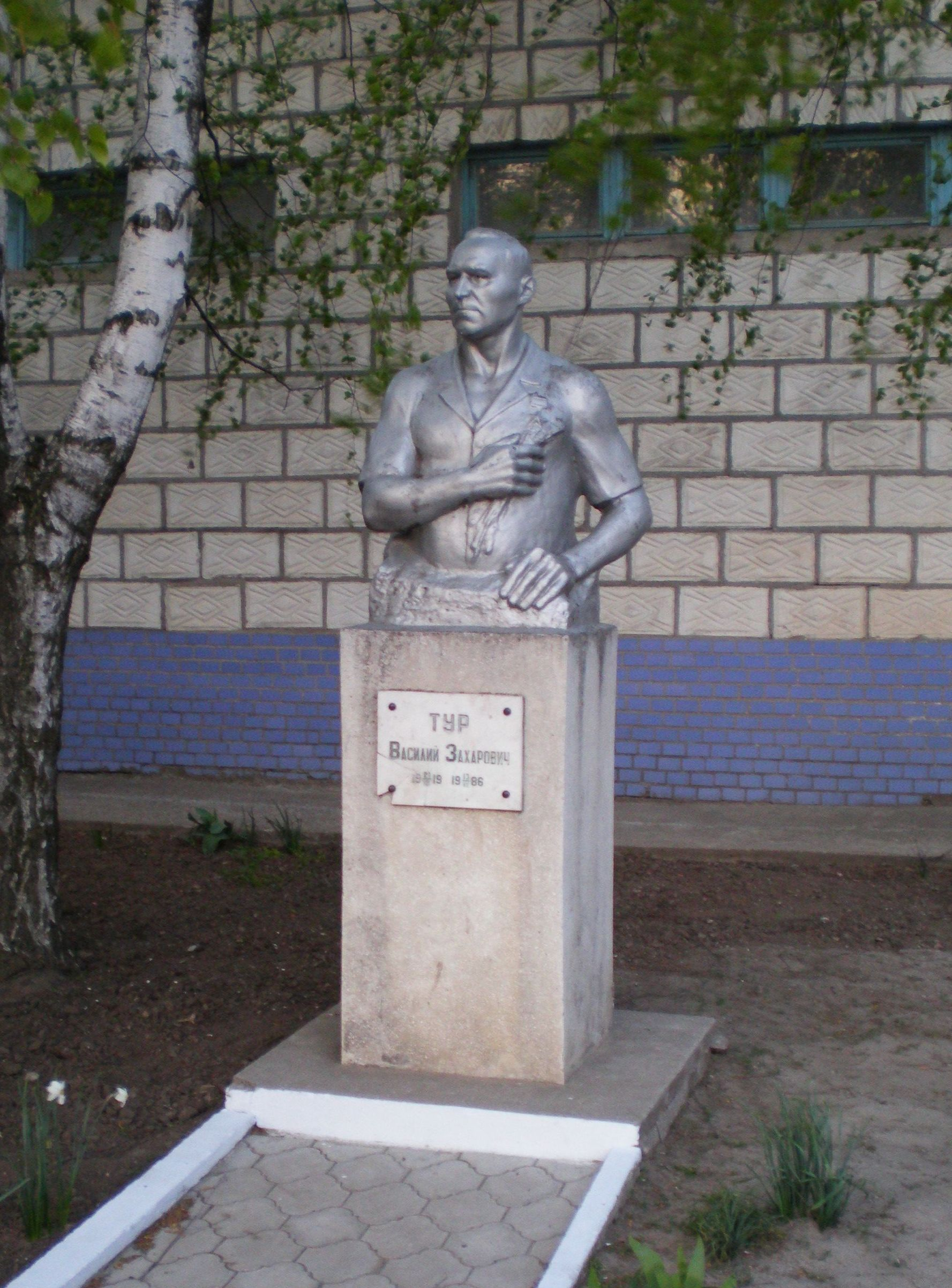
Погруддя героя соціалістичної праці Тура В.З.
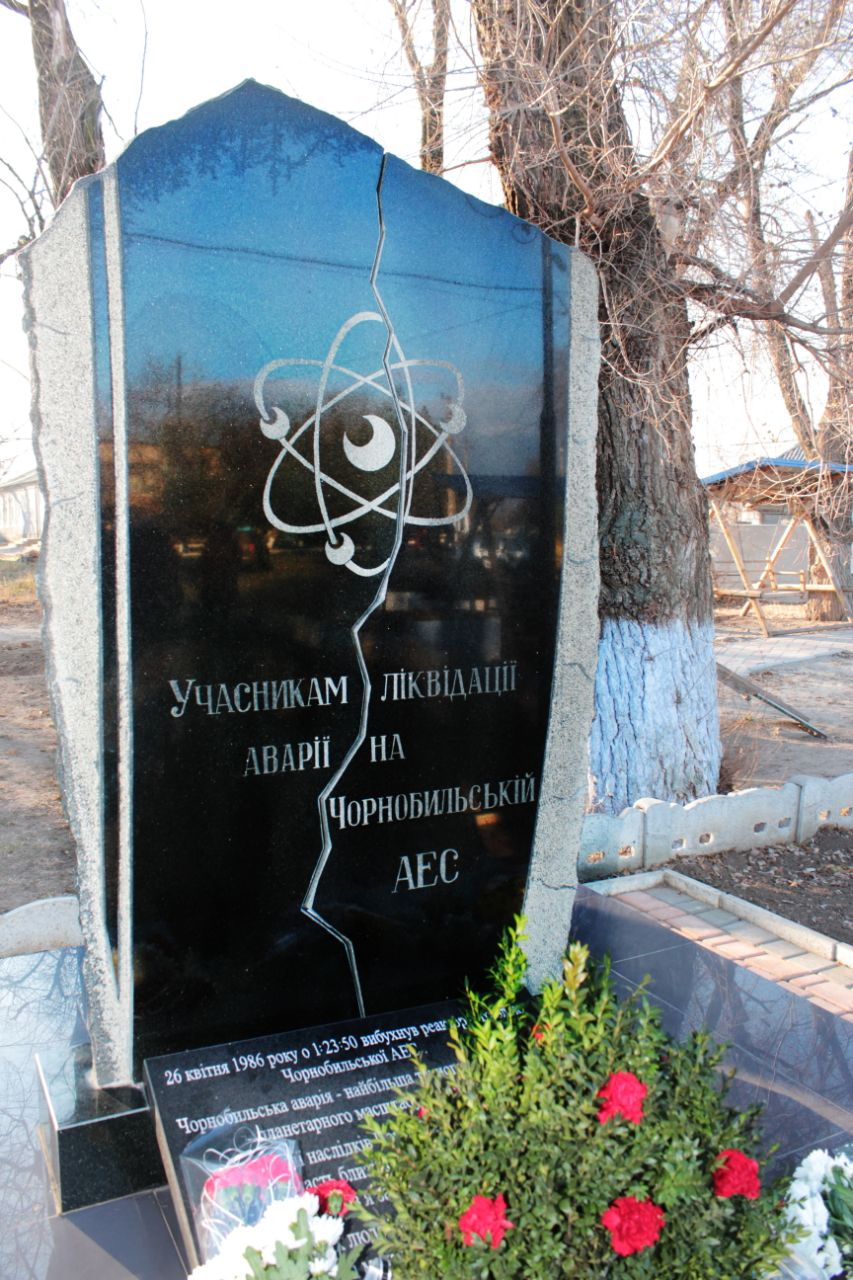
Пам'ятний знак ліквідаторам наслідків аварії на ЧАЕС
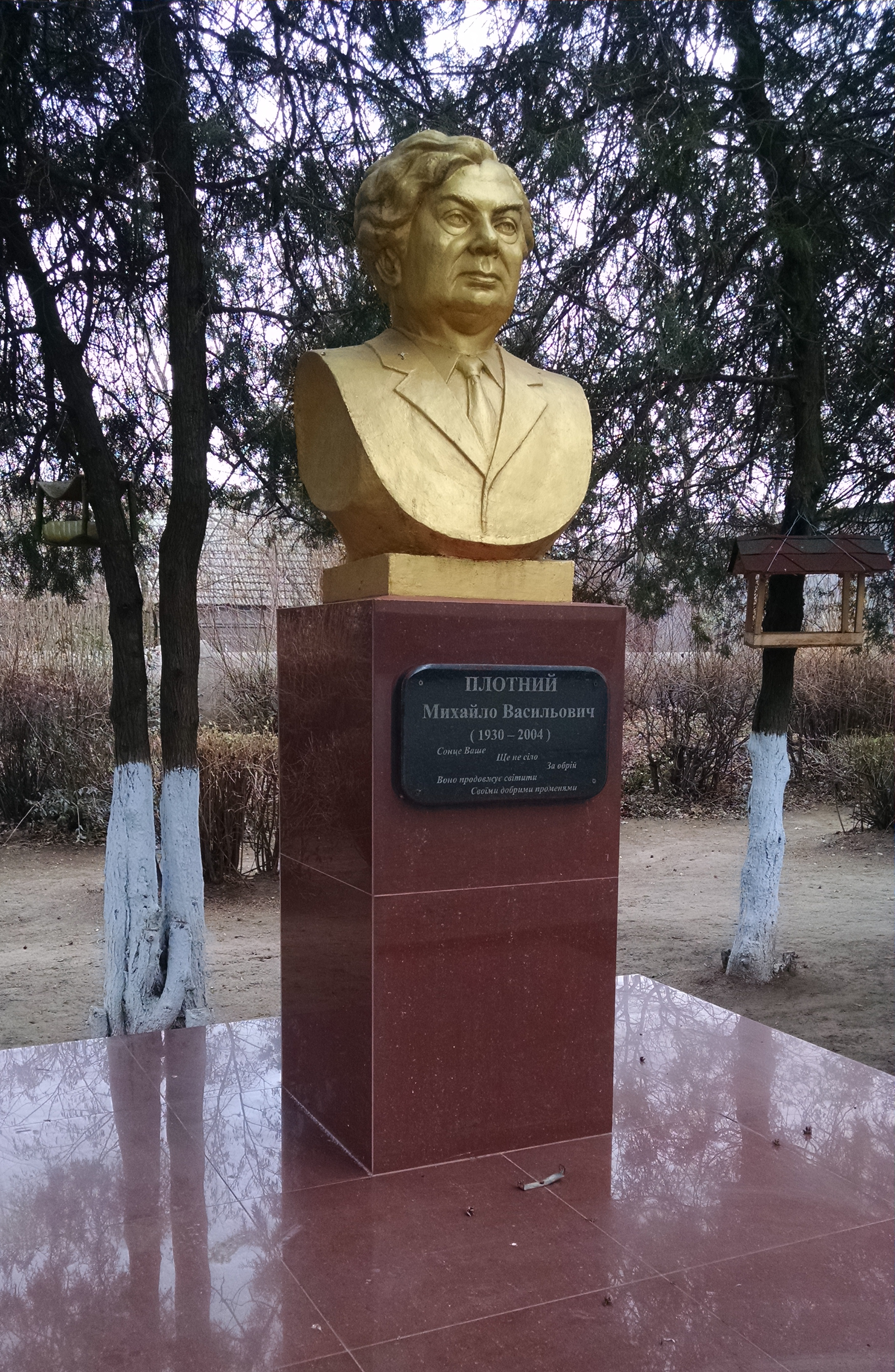
Погруддя місцевого краєзнавця М. В. Плотного
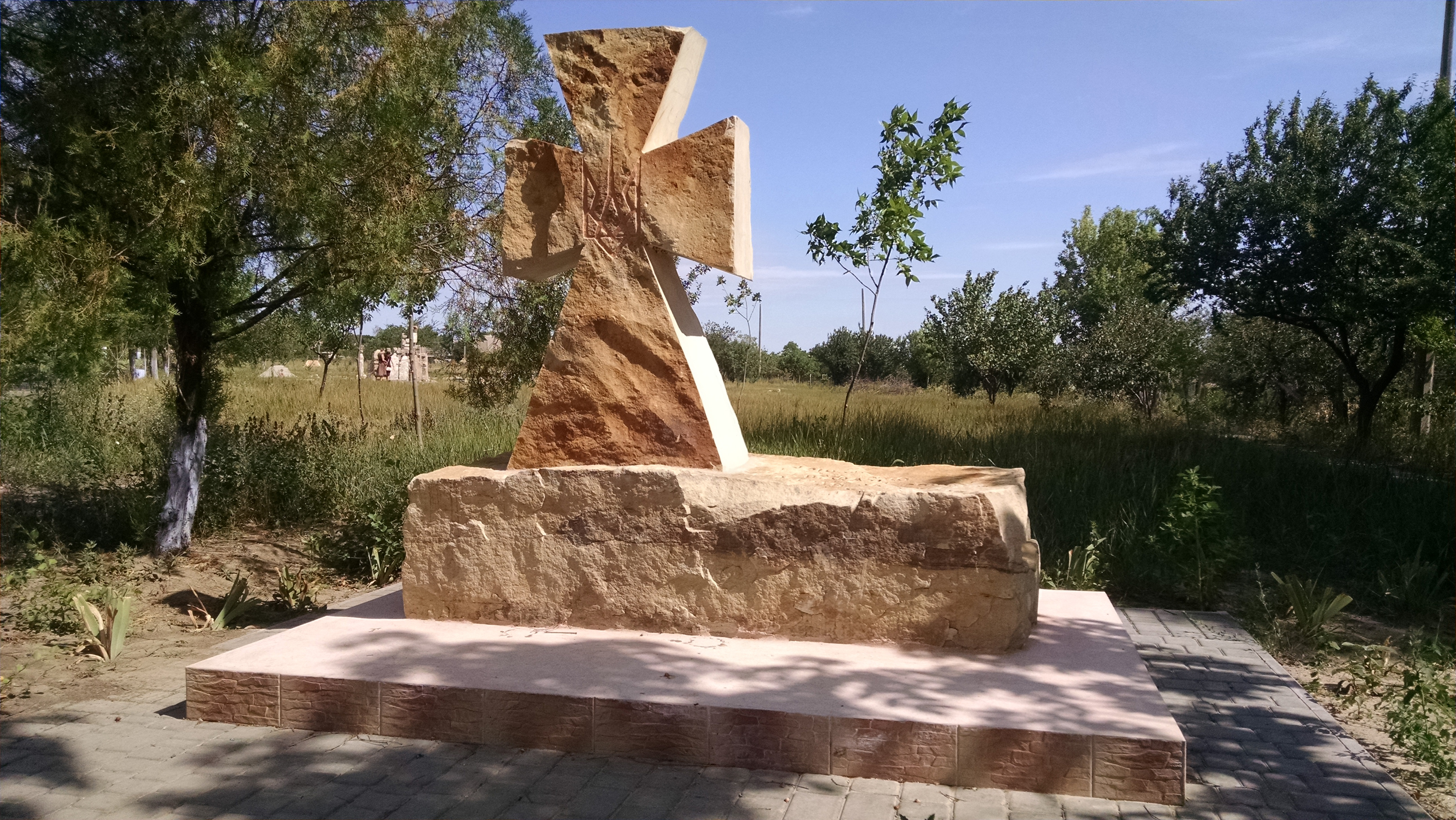
Пам'ятник захисникам України
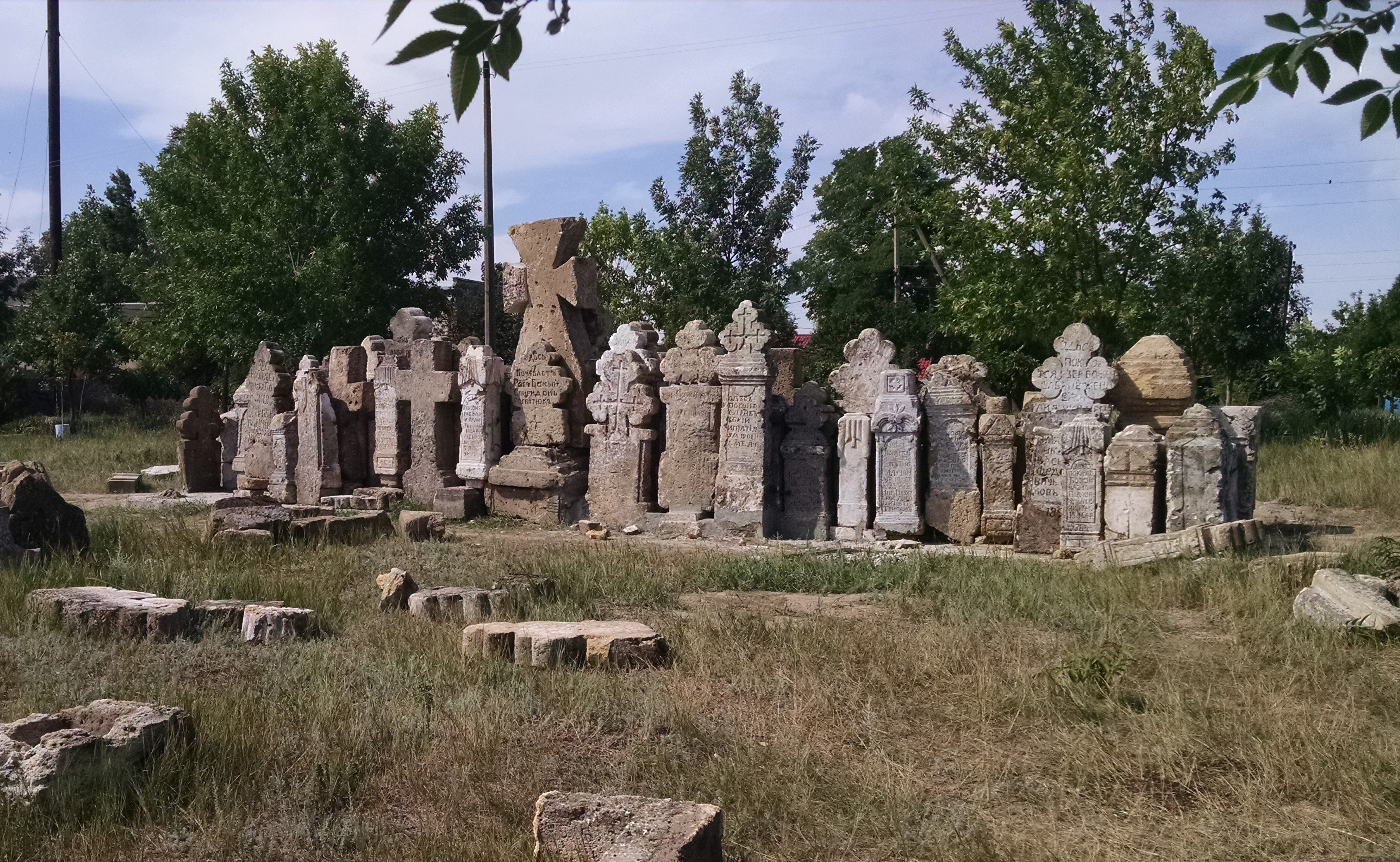
Меморіал зі зруйнованих у радянські часи надгробків

## Постаті
- Аранов Шико Беніямінович (1905—1969) — український та молдавський музикант, заслужений діяч мистецтв та народний артист Молдавської РСР.
- Гончаренко Євген Іванович (1921—1979) — український медик, доктор медичних наук, професор.
- Гульченко Роман Олегович (1986—2017) — молодший сержант Збройних сил України, учасник російсько-української війни.
- Негой Федір Федорович (нар. 1958) — український політик, Народний депутат України VII скликання.
- Павловський Олександр Кіндратович (1861—1923) — російський цивільний інженер, професор, керівник Петроградського інституту цивільних інженерів.
- Стаднюк Леонід Антонович (1951—2021) — український медик, доктор медичних наук, професор.